# 赤石街道
赤石街道，是中华人民共和国广东省汕尾市海豐縣下辖的一个乡镇级行政单位。现也为深汕合作区一部分，由深圳市管理。原为赤石镇，2019年10月10日撤镇设街道。

## 行政区划
赤石街道下辖以下地区：
赤石社区居民委、圆林社区居民委、赤石村、新里村、新联村、新城村、碗窑村、大安村、冰深村、明热村、明溪村、圆墩村和洛坑村。